# 西方寺 (岐阜市)
西方寺（さいほうじ）は、岐阜県岐阜市加納新本町にある阿弥陀如来を本尊とする浄土宗の寺院。山号は寂静山。美濃新四国42番札所。川端康成の小説『篝火』に登場する「澄願寺」のモデルである。
慶長6年（1601年）に関ヶ原の戦いの功績により加納藩主となった奥平信昌の乳兄弟である釈誉達無上人により建立された。本尊の阿弥陀如来の他、観世音菩薩、大勢至菩薩、善導大師、円光大師（法然）を祀る。明治24年（1891年）、濃尾地震による震災を被り、更に岐阜空襲による戦災を受けた後に復興を果たした。現在の本堂は昭和30年（1955年）に再建されたものである。
大正10年（1921年）頃、川端康成はその初恋相手の伊藤初代が当時身を寄せていた同寺を度々訪れている。西方寺は、その経験に基づいた『篝火』に「澄願寺」として登場している。